# 东大道乡
东大道乡，是中华人民共和国辽宁省朝阳市朝阳县下辖的一个乡镇级行政单位。

## 行政区划
东大道乡下辖以下地区：
东大道村、刘炮手沟村、丛家店村、郭杖子村、奈林皋村、车杖子村、北梁村和北炉村。